# Luis María Balanzat de Orvay y Briones
Luis María Balanzat de Orvay y Briones   (Eivissa, 27 de març de 1775 - Madrid, 9 de febrer de 1843), va ser un Benemèrit de la Pàtria, Tinent General, enginyer, Secretari de Guerra, Pròcer del Regne, Cavaller Laurat d'Or i Cavaller Gran Creu de la Reial i Militar Orde de Sant Hermenegild espanyol.

## Biografia
Luis María va néixer el 27 de març de 1775, provinent d'una família noble eivissenca, fill del Coronel Mariano Balanzat y Orvay i de María Ignacia Briones, essent germà petit del Mariscal Ignasi Balanzat d'Orvay i Briones. Va ser cadet del Regiment d'Infanteria “Navarra” fins que, concloses les campanyes pirinenques, va ingressar a l'Acadèmia de Matemàtiques i Fortificació de Barcelona el 1796. Va acabar els seus estudis d'Enginyeria Militar als 24 anys, ingressant posteriorment al Cos d'Enginyers en qualitat d'Ajudant”. El 1801 ingressaria al recent creat Regiment de Sapadors Minadors, amb el qual va participar en la campanya de Portugal de 1807.
A l'inici de la Guerra del Francès (1808), es trobava destinat a Badajoz, on va formar un Batalló de Sapadors, que va integrar a l'Exèrcit d'Extremadura, sota les ordres del Marqués del Socorro, amb el qual va participar en diverses accions de guerra, entre les quals destaquen Miajadas i Trujillo, a Càceres, i El Puente del Arzobispo i Ocaña a Toledo, així com en la gran batalla de Medellín, la qual cosa va comportar-li l'ascens a Coronel.
A principis de 1812 va participar en la defensa i pèrdua de València contra les tropes napoleòniques, dirigides pel general Suchet, però el 21 de juliol d'aquell mateix any va venjar-se'n, comandant la 3a Divisió d'Artilleria, en els cruents combats de Castalla i Ibi (Alacant); arran d'aquestes accions, anys després, li fou concedida la Creu de Cavaller Laurat de 1a classe de la Reial i Militar Orde de Sant Ferran.
El 1814 va ser nomenat Cap de l'Estat Major de l'Exèrcit de Galícia, sota les ordres de Lacy; poc després, el 10 d'abril d'aquell mateix any, moria el seu germà Francisco Javier, Coronel de Voluntaris de la Corona, que sota comandament de Lord Wellington, es va enfrontar al Mariscal Soult en la Batalla de Tolosa.
El 1815, ja obtinguda la pau a Espanya, va ser ascendit a Brigadier (General de Brigada), al mateix temps que tornava al Cos d'Enginyers, destinat com a cap d'estudis de la nova Acadèmia d'Enginyers d'Alcalá de Henares, càrrec que ocuparia fins al 1820, moment en què fou nomenat Subsecretari de Guerra.
Des del principi, Balanzat va donar suport al règim constitucional nascut de ‘’La Pepa’’, creient que el Rei d'Espanya encapçalaria l'evolució que el país necessitava; no obstant, decebut amb l'actitud de Ferran VII, va donar suport als liberals moderats, mantenint-se sempre monàrquic, motiu pel qual mai es va sentir atret per la masoneria pròpia dels liberals més extremistes.
Durant el Trienni liberal, va formar part del Consell d'Estat de Francisco Martínez de la Rosa, ocupant el càrrec de Secretari de la Guerra (Ministre de Defensa), de febrer a agost de 1822. Posteriorment, es va presentar a les Eleccions a Diputat de Corts per la demarcació de les Illes Balears (antic Regne de Mallorca), en les quals va sortir elegit suplent del seu pare, el 3 de desembre d'aquell any.
Quan es va produir la invasió, el 1823, dels Cent Mil Fills de Sant Lluís, va ser nomenat Cap de l'Estat Major de l'Exèrcit d'Andalusia, combatent contra el Duc d'Angulema. Les seves accions van ser esmentades per Benito Pérez Galdós en els seus ‘’Episodios Nacionales'’, exactament a ‘’El terror de 1824’’. Per la seva acció en defensa del Règim constitucional i per combatre contra l'exèrcit de la Santa Aliança, va ser desterrat per Ferran VII al poble de Mancha Real, a la província de Jaén.
A la mort del rei, va ser rehabilitat, el 1833, i amb 58 anys va ser ascendit a Mariscal de Camp (equivalent a General de Divisió) i nomenat ‘’Segon Sodat d'Andalusia’’ (immediatament per sota del Tte. General Miguel Tacón), quan va pujar al tron Isabel II. Per la seva lleialtat a la Corona, la reina Isabel va arribar al punt de criar a la seva filla, Isabel de Borbó i Borbó, amb la neboda de Balanzat, Lolita Balanzat i Bretagne, a la qual va atorgar la Orde de les Dames Nobles de la Reina Maria Lluïsa, i que posteriorment seria Marquesa de Nájera.
El 1834 ja era Capità General de Granada (regió militar d'Andalusia), i la reina Isabel, dins de l'Estatut Reial de 1834, el va designar com a Pròcer del Regne per a la legislatura 1834-35. El 1835 fou nomenat Director General d'Enginyers, ocupació que va mantenir fins a la seva mort. En les Eleccions de 1837 i en les de 1840 va ser escollit Senador per la província de Jaén.
Com a Enginyer General, Balanzat va aconseguir instaurar importants millores al Cos, com ara la redacció del nou Reglament d'Obres o el nou Reglament de l'Acadèmia Especial de l'Arma d'Enginyers, ja establerta a Guadalajara, que comportava un nou pla d'estudis i uns requisits d'ingrés a l'Acadèmia on primava més la vàlua personal de l'aspirant, i menys el seu origen nobiliari. També va crear les ‘’Compañías de Tren de Ingenieros'’, així com les de ‘’Obreros de Ingenieros'’ de Cuba i Puerto Rico. Va donar forma i sentit al Museu de l'Arma d'Enginyers. El 1839 va ascendir a Tinent General.
Casat amb María del Rosario Gutiérrez y Machado, va morir sense deixar descendència el 9 de febrer de 1843. Fou enterrat en el ja desaparegut Cementiri Sacramental de Sant Nicolau de Madrid.
Hi va haver retrats seus a l'Acadèmia d'Enginyers de Guadalajara, en la d'Artilleria de Segòvia i a la Casa Consistorial d'Eivissa realitzats per Antonio María Esquivel. Una sala del Museu d'Enginyers porta el seu nom.
D'entre molts dels seus treballs publicats que posseeix la Direcció General d'Enginyers, destaca la Memoria Histórico-topográfica militar que va realitzar de les places de Barcelona, Palma, Tarragona, Alcúdia i Ciutadella de Menorca, així com les propostes de millora de les seves fortificacions, i tot això acompanyat de plànols dobles en un volum de 572 pàgines.